# Pierre Michel (ciclista)
Pierre Michel (Calvados, 16 de novembro de 1929 – Caen, 10 de novembro de 2023) foi um ciclista francês de ciclismo de pista. Michel representou França nos Jogos Olímpicos de Verão de 1952 em Helsinque, onde integrou a equipe francesa de ciclismo que terminou em quarto lugar na perseguição por equipes de 4 km.